# K+R

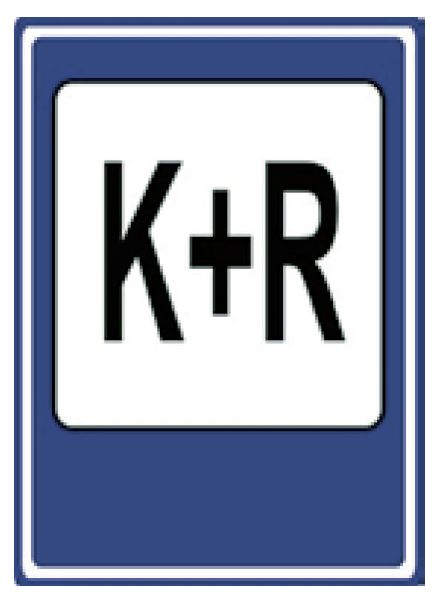
Česká dopravní značka IP 13e Parkoviště K + R, zavedená od 14. září 2010

K+R (z anglického Kiss and Ride, česky Polib a jeď) je forma kombinované přepravy s návazností individuální automobilové dopravy na veřejnou hromadnou dopravu. Umožňuje se zřizováním míst pro krátké zastavení nebo vyčkávání osobních vozidel v blízkosti nádraží, stanic metra a jiných terminálů a zastávek veřejné dopravy, v blízkosti kulturních a sportovních středisek, případně u škol. Je určena pro sdílenou automobilovou dopravu (spolujízdu), kdy řidič přepravuje automobilem k místu veřejné dopravy ještě další osobu nebo osoby, tam jim umožní přestup na veřejnou dopravu a následně pokračuje vozidlem do cíle své cesty. Obdobně lze tato místa použít i v opačném směru. 

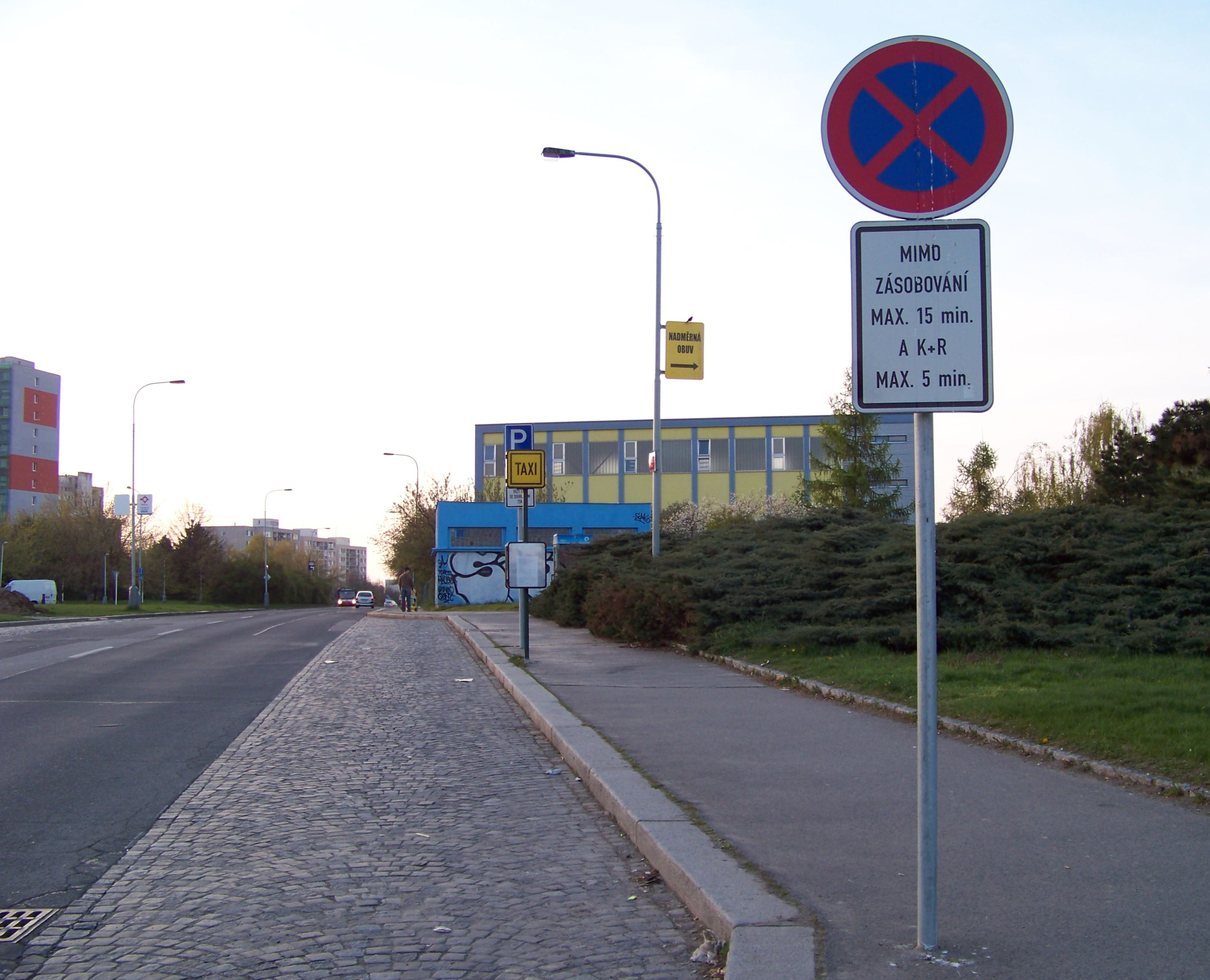
Stání K + R u pražské stanice metra Háje, ve společném zálivu se stanovištěm taxislužby – duben 2010

Zřizování míst pro K+R je důležitým nástrojem podpory veřejné hromadné dopravy a integrovaných dopravních systémů a efektivního využívání individuální automobilové dopravy. 
V České republice byla speciální dopravní značka pro takové místo poprvé zavedena do vyhlášky 30/2001 Sb. novelizační vyhláškou č. 247/2010 Sb. s účinností od 14. září 2010. Vyhláška stanoví, že tato značka označuje „parkoviště, na kterém lze zastavit za účelem vystoupení a nastoupení osob, které dále využívají prostředek hromadné dopravy osob“; zastavit znamená uvést vozidlo do klidu na dobu nezbytně nutnou k neprodlenému nastoupení nebo vystoupení přepravovaných osob. Před zavedením této značky bylo možné je označovat například jako parkoviště s omezenou dobou stání do 5 minut nebo značkou zákazu zastavení s dodatkovou tabulkou, která popíše výjimky. Dopravní značka byla převzata i do nové vyhlášky o dopravním značení, 294/2015 Sb., ke je uvedena pod číslem IP 13e s názvem „Parkoviště K+R“ a podle níž označuje parkoviště, na kterém lze zastavit za účelem vystoupení a nastoupení osob.

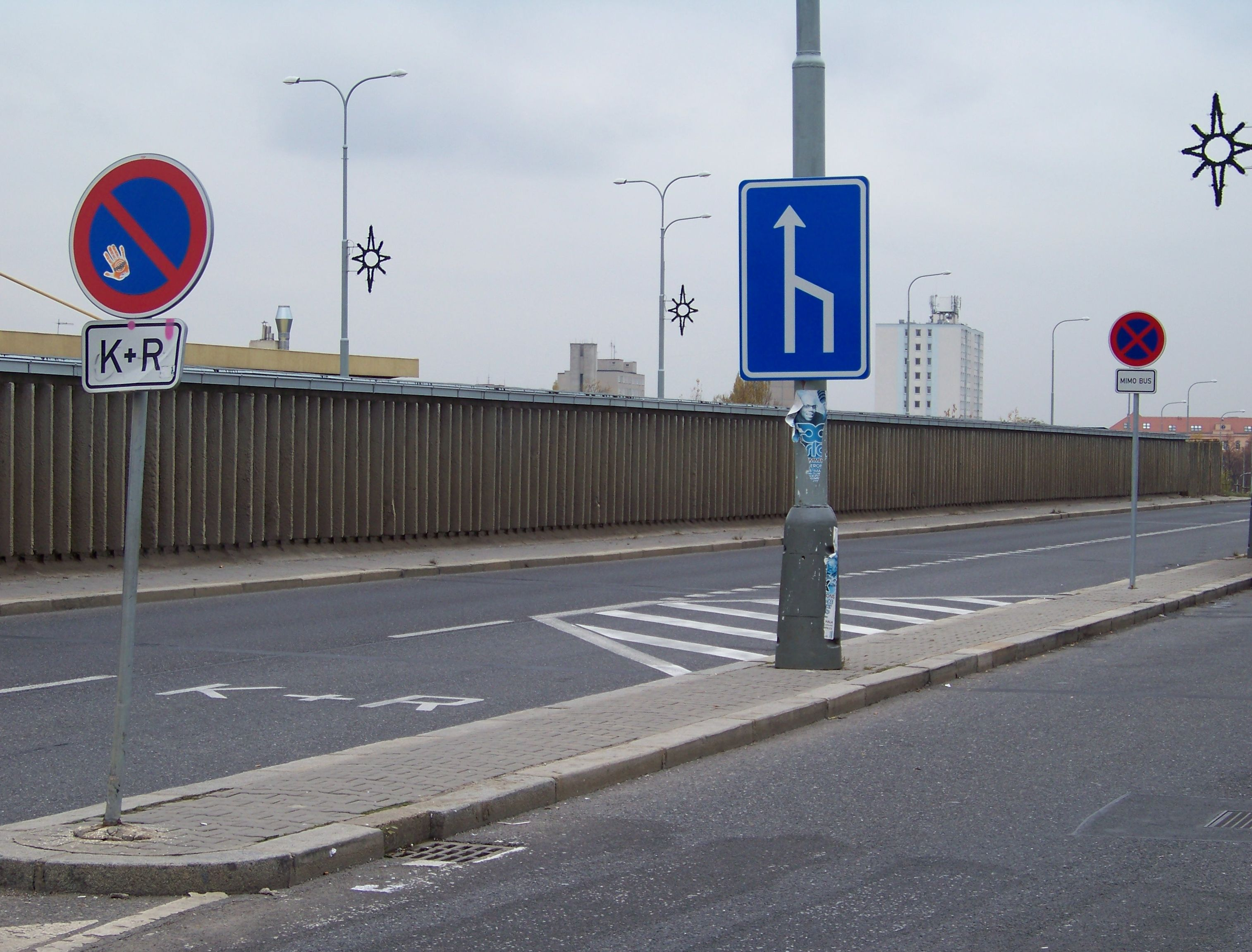
Stání K + R u pražské stanice metra Opatov (dřívější provedení, kdy cestující museli přebíhat zastávkový pruh pro autobusy – listopad 2009)

Průzkumem ÚDI byla poptávka K+R v pracovní den v roce 2001 zjišťována u stanic metra Černý Most, Nové Butovice, Radlická, Kačerov a Opatov. U nejfrekventovanějších stanic metra vystupovalo tímto způsobem z osobních automobilů kolem 250 osob během čtyřhodinového sledovaného období v dopravní špičce.[zdroj?]